# Egesina anterufipennis
Egesina anterufipennis là một loài bọ cánh cứng trong họ Cerambycidae.